# RŽD-Baureihe 2ТЭ25К
Die Lokomotiven der RŽD-Baureihe 2ТЭ25К (deutsche Transkription 2TE25K) der Russischen Eisenbahn (RŽD) sind breitspurige Diesellokomotiven mit elektrischer Kraftübertragung vorrangig für den Güterzugdienst.
Die Lokomotiven wurden von der Lokomotivfabrik Brjansk hergestellt und arbeiten mit der sogenannten Mischstromtechnik. Der am Dieselmotor angeschlossene Traktionsgenerator der Lokomotive erzeugt Wechselstrom, die Traktionsfahrmotoren arbeiten mit Gleichstrom. Im Betriebsdienst tragen die Lokomotiven den Beinamen Pereswet.

## Geschichte
Die Serie war für den Ersatz der alten Baureihen 2ТЭ116 und 2ТЭ10М vorgesehen. Ziel der Entwicklung der 2ТЭ25К war eine Güterzuglokomotive mit einem sehr niedrigen Kraftstoffverbrauch. Sie kann in Vielfachsteuerung betrieben werden.
Im Juli 2005 wurde das erste Exemplar gefertigt, das im August 2005 anlässlich des Tages des Eisenbahners präsentiert wurde. 2006 wurde die geplante Serie auf eine verringerte Stückzahl festgelegt.
Bis April 2007 fanden die Erprobungen bei der Organisation Wnikti in Kolomna mit Spezialisten des Allrussischen Forschungsinstitutes für Schienenverkehr und Wniias auf dem Versuchsring in Schtscherbinka und in Beloretschensk (Sewero-Kawkasskaja schelesnaja doroga) statt.
Im August 2007 empfahl die Kommission auf Grund der Erprobung eine Reduzierung der Serie auf 20 Lokomotiven. Ende 2007 begann der Serienbetrieb bei der Sewernaja schelesnaja doroga (Nordeisenbahn). Im Oktober 2008 fuhr die 2ТЭ25К.0003 den ersten Kohlenzug mit einem Gewicht von 5.200 t zwischen Inta und Petschora.
Nach 15 Lokomotiven wurde der Serienbau gestoppt. Alle Lokomotiven werden im Depot Kursk betrieben.
Im Dezember 2014 wurde die Lokomotive 2ТЭ25КМ.001 als  Modifizierung der 2ТЭ116U gebaut, im Februar 2015 folgte die 2ТЭ25КМ.002.

## Betrieb
Anfangs wurden die Lokomotiven in den Depots Kursk Sortirowotschnoj der Moskowskaja schelesnaja doroga und Petschora der Nordeisenbahn betrieben, dort erhielten die Lokomotiven ihre Bezeichnung Pereswet. 2010 befanden sich alle Lokomotiven der Reihe 2ТЭ25К im Depot Kursk Sortirowotschnoj.
Am 24. August 2011 wurden drei Lokomotiven an das Depot Brjansk II gegeben. Es waren die Lokomotiven mit den Betriebsnummern 0007, 0014 und 0015.

## Konstruktion

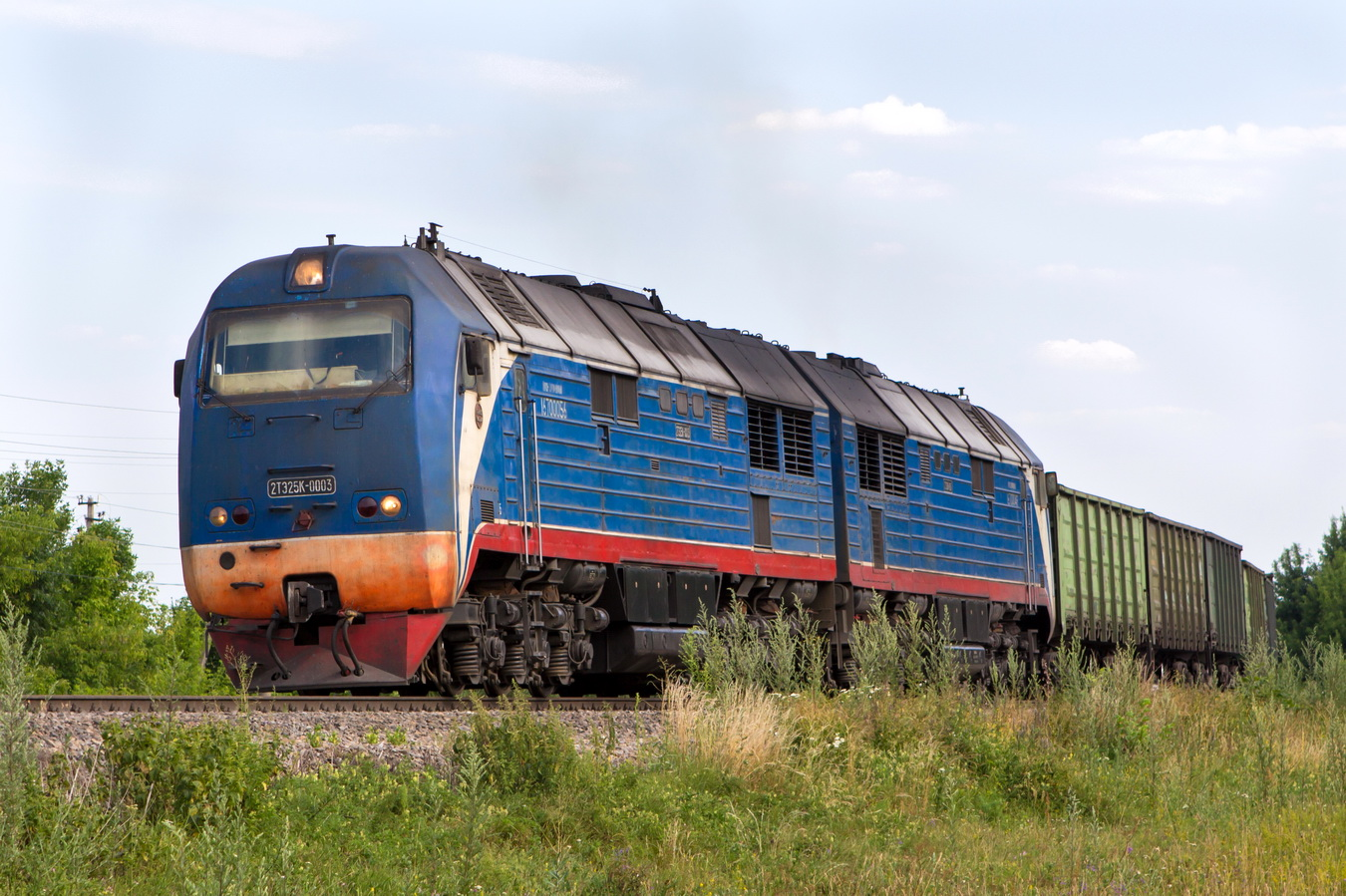
2ТЭ25К.0003

Die Diesellokomotive 2ТЭ25К ist eine Zweisektions-Diesellok mit tragendem Rahmen. Sie ist in Block-Modul-Bauweise hergestellt.
Der Rahmen der Lokomotive ist eine Schweiß-Konstruktion, an der die Haupt- und Hilfseinrichtungen befestigt sind. Er wird zusätzlich für die Ableitung der horizontalen Kräfte benützt, die durch die Zug- und Bremskraft entstehen und durch die automatische Kupplung übertragen werden. Berechnet ist der Rahmen für eine statische Horizontalbelastung von 250 t und die vertikale Belastung durch das Gewicht aller untergebrachten Einrichtungen unter Berücksichtigung der dynamischen Belastung.
Die Baureihe hat einen geschlossenen Kasten, das Dach ist in einzelnen Segmenten abnehmbar. Das Gestell des Kastens ist in Schweißbauweise hergestellt, einschließlich der beiden Seitenwände, Querwände und Querbalken.
Außerdem ist die Baureihe ausgerüstet mit
- einem Multi-Funktions-Mikroprozessor-System der Steuerung und Diagnostik, dieses System schließt den Schleuder- und Gleitschutz mit ein.
- Sicherheits-Systeme, einschließlich komplexer Lokomotiv-Einrichtungen KLUB-U und telemechanische Systeme der Kontrolle der Wachsamkeit des Lokführers mit der Bezeichnung TSKBM.
- Vielfachsteuerung für den Verbund von zwei Diesellokomotiven oder drei Sektionen
- Zwei Kühl-Einrichtungen auf dem Dach mit thermoisolierten Tank-System
- Drehstrom-Asynchronmaschinen für die Ventilatoren der Kühleinrichtung des Dieselmotors sowie für die Ventilatoren der Traktions-Elektrofahrmotoren.
- einem ölgekühlten Schrauben-Kompressor für die Bremsanlage mit Systemen der Trocknung und Reinigung der Luft.
- einer elektrischen Widerstandsbremse mit einer Leistung von 2 × 2.800 kW.
- ein Führerhaus, ausgeführt mit sanitär-hygienischen Einrichtungen und ausgerüstet mit Klimaanlage. Für die Ausgestaltung der inneren Einrichtung des Führerstandes wurde glasfaserverstärkter Kunststoff als Verkleidung verwendet.